# Gaétan Boucher
Gaétan Boucher (Charlsebourg, 10 maggio 1958) è un ex pattinatore di velocità su ghiaccio e pattinatore di short track canadese.
In carriera, dopo aver praticato il pattinaggio di velocità conquistando anche due ori olimpici, si dedicò con successo allo short track.

## Palmarès

### Pattinaggio di velocità

#### Giochi olimpici invernali
- 4 medaglie:
  - 2 ori (1000 m e 1500 m a Sarajevo 1984)
  - 1 argento (1000 m a Lake Placid 1980)
  - 1 bronzo (500 m a Sarajevo 1984)

#### Campionati mondiali di pattinaggio di velocità - Sprint
- 5 medaglie:
  - 1 oro (Trondheim 1984)
  - 5 argenti (Inzell 1979, West Allis 1980, Alkmaar 1982 e Heerenveen 1985)

### Short track

#### Campionati mondiali di short track
- 8 medaglie:
  - 3 ori (3000 m e staffetta a Meudon 1981; staffetta a Moncton 1982)
  - 6 argenti (generale e 1000 m a Meudon 1981; generale, 500 m, 1000 m e 1500 m a Moncton 1982)